# Pixel Buds

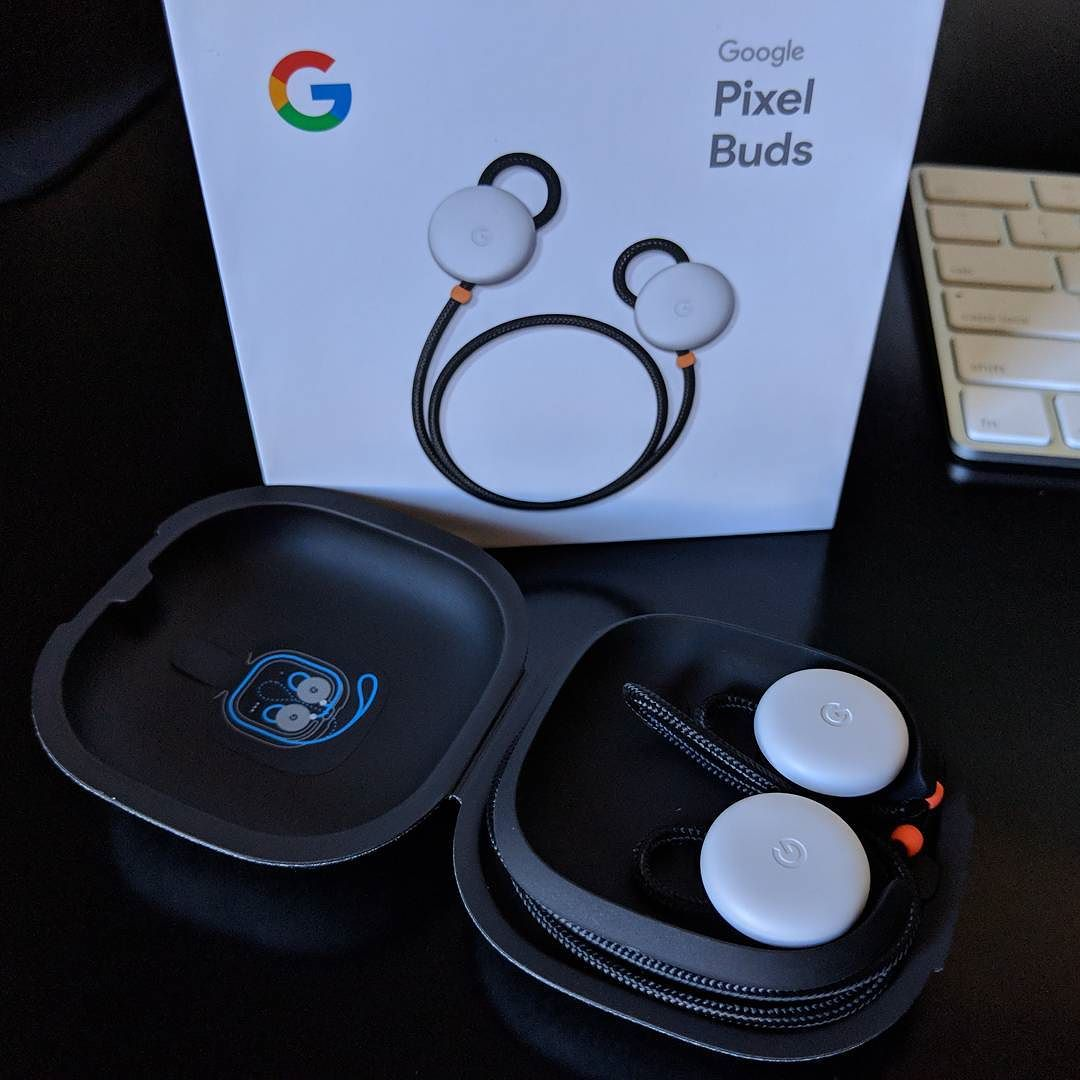
La prima generazione delle Pixel Buds.

Le Pixel Buds sono una linea di auricolari wireless sviluppati e commercializzati da Google. La prima generazione di Pixel Buds è stata lanciata il 4 ottobre 2017 all'evento di lancio "Made By Google" di Google ed era disponibile per la prenotazione sul Google Store lo stesso giorno. Hanno l'Assistente Google integrato e supportano Google Traduttore.
La seconda generazione di Pixel Buds è stata annunciata allo stesso evento del Pixel 4 il 15 ottobre 2019. Sono state rilasciate il 27 aprile 2020 e hanno debuttato con recensioni positive.

## Prima generazione

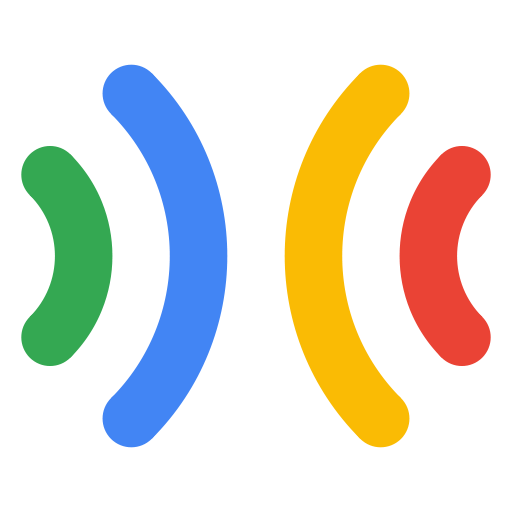
Il logo delle Pixel Buds.

### Caratteristiche
La caratteristica distintiva delle Pixel Buds è il loro supporto nativo all'Assistente Google, un assistente vocale intelligente. Ciò consente agli auricolari di tradurre le conversazioni in tempo reale, tra le altre funzionalità standard ci sono anche la ricerca sul Web e la connettività multimediale. Supporta la traduzione di 40 lingue diverse.

### Critica
La ricezione delle Pixel Buds è stata per lo più negativa, con gran parte delle critiche rivolte al design apparentemente pessimo del case. Fonti hanno poi annunciato: "Google Traduttore è disponibile su tutte le cuffie ottimizzate per l'assistente e sui telefoni Android".

## Seconda generazione
Le Pixel Buds di seconda generazione sono state annunciati per la prima volta a un evento di Google il 15 ottobre 2019 e sono state rilasciate negli Stati Uniti nell'aprile 2020 e successivamente in Australia, Canada, Francia, Germania, Irlanda, Italia, Singapore, Spagna e Regno Unito a luglio 2020. Inizialmente è stato rilasciato solo il modello di colore Clearly White; gli altri tre modelli Oh So Orange, Quite Mint e Almost Black sono stati rilasciati quattro mesi dopo negli Stati Uniti il 20 agosto 2020.
Il 3 giugno 2021, Google ha annunciato le Pixel Buds A-Series, variante di fascia media dei Pixel Buds di seconda generazione che condividono in gran parte lo stesso design esterno. Sono state rilasciate il 17 giugno 2021 negli Stati Uniti e in Canada. Ad agosto, sono stati ulteriormente rilasciati in Francia, Germania, India, Irlanda, Italia, Spagna e Regno Unito. La serie era inizialmente disponibile nei colori Clearly White e Dark Olive, ai quali si sono aggiunti Charcoal (grigio scuro) e Sea (azzurro chiaro).